# Zorg en Zekerheid Leiden
El Zorg en Zekerheid Leiden, más conocido como ZZ Leiden, es un equipo de baloncesto neerlandés que compite en la BNXT League, la nueva liga fruto de la fusión de la Dutch Basketball League neerlandesa y la Pro Basketball League belga. Tiene su sede en la ciudad de Leiden y disputa sus partidos en el Vijf Meihal, con capacidad para 2000 espectadores.

## Historia
El club se fundó en 1958, siendo conocido durante muchos años como Parker Leiden. En 1978, en la primera ocasión en la que se clasificaron para los play-offs, consiguieron su primer título de liga. Al año siguiente, un partido ante el Nashua Den Bosh congregó a 11.000 personas, que sigue siendo el récord de asistencia a un partido de baloncesto en los Países Bajos.
En 2011 volvieron a conseguir ganar el título nacional, tras derrotar en la final al hasta entonces vigente campeón, GasTerra Flames por 4-3.

## Palmarés
- Liga Holandesa
  - Campeón (4): 1978, 2011, 2013, 2021
  - Finalista (7): 1979, 1980, 1981, 1984, 1985, 2012, 2018

- BNXT League
  - Campeón (1): 2022

- Copa de Holanda
  - Campeón (3): 2010, 2012, 2019
  - Finalista (3): 2014, 2016, 2018

- Supercopa de Holanda
  - Campeón (3): 2011, 2012, 2021
  - Finalista (4): 2013, 2014, 2018, 2019

## Trayectoria
| Temporada | Nivel | Liga       | Pos. | NBB-Beker        | Supercopa | Competición Europea | Competición Europea |
| --------- | ----- | ---------- | ---- | ---------------- | --------- | ------------------- | ------------------- |
| 2006–07   | 1     | Eredivisie | 8º   | Cuartos de final |           |                     |                     |
| 2007–08   | 1     | Eredivisie | 9º   |                  |           |                     |                     |
| 2008–09   | 1     | Eredivisie | 8º   |                  |           |                     |                     |
| 2009–10   | 1     | Eredivisie | 3º   | Campeón          |           |                     |                     |
| 2010–11   | 1     | DBL        | 1º   | Campeón          |           | 3 EuroChallenge     | QR                  |
| 2011–12   | 1     | DBL        | 2º   | 4ª ronda         | Campeón   | 3 EuroChallenge     | T16                 |
| 2012–13   | 1     | DBL        | 1º   | Semifinalista    | Campeón   |                     |                     |
| 2013–14   | 1     | DBL        | 4º   | Finalista        | Finalista | 3 EuroChallenge     | RS                  |
| 2014–15   | 1     | DBL        | 3º   | Semifinalista    | Finalista |                     |                     |
| 2015–16   | 1     | DBL        | 3º   | Finalista        |           | 3 FIBA Europe Cup   | RS                  |
| 2016–17   | 1     | DBL        | 3º   | Cuartos de final |           |                     |                     |
| 2017–18   | 1     | DBL        | 2º   | Finalista        |           |                     |                     |